# Supercoppa del Portogallo 1983 (hockey su pista)
La Supercoppa del Portogallo 1983 è stata la 2ª edizione dell'omonima competizione portoghese di hockey su pista. Il torneo ha avuto luogo dal 15 al 22 ottobre 1983. 
A conquistare il trofeo è stato il Porto al primo successo nella sua storia.

## Squadre partecipanti
| Club    | Qualificazione                                          | Partecipazioni precedenti (il grassetto indica la vittoria) |
| ------- | ------------------------------------------------------- | ----------------------------------------------------------- |
| Porto   | Detentore della 1ª Divisão e della Coppa del Portogallo | Esordiente                                                  |
| Benfica | Finalista della Coppa del Portogallo                    | 1982                                                        |

## Risultati
| Squadra 1 | Totale  | Squadra 2 | Andata | Ritorno |
| --------- | ------- | --------- | ------ | ------- |
| Benfica   | 10 - 13 | Porto     | 8 - 6  | 2 - 7   |

| Lisbona 15 ottobre 1983 Finale di andata | Benfica | 8 – 6 | Porto |  |

| Porto 22 ottobre 1983 Finale di ritorno | Porto | 7 – 2 | Benfica |  |